# Honey Honey feat. AYUSE KOZUE
『Honey Honey feat. AYUSE KOZUE』（ハニー・ハニー・フィーチャリング・アユセコズエ）は、SEAMOの10枚目のシングル。

## 解説
- 2008年6月18日にBMG JAPANより、低価格800円で、コレクションアルバム『Stock Delivery』と同時発売。
- CDは『xxxHOLiC』の作家CLAMPの描き下ろしアニメジャケットになっている。シングルのアニメジャケットは、6枚目のシングル『Cry Baby』以来である。

## 収録曲
1. Honey Honey feat. AYUSE KOZUE
作詞：Naoki Takada & Ayuse　作曲：Naoki Takada,Shintaro "Growth" Izutsu & Ayuse　編曲：Shintaro "Growth" Izutsu
TBS系アニメ『xxxHOLiC◆継』エンディングテーマ。
2枚目のシングル『DRIVE』のカップリング曲「Honey Honey」をAYUSE KOZUEとのフィーチャリングで、新たに録り直したものである。カップリング曲がシングルカットされるのはSEAMOでは異例のことである。
2. Honey Honey (Instrumental)
3. Honey Honey (Live Version)
2008年1月20日に行われた日本武道館でのライブ音源が収録されている。